# Мельник, Александр Николаевич
Александр Николаевич Мельник (11 января 1956) — советский футболист, защитник. Сыграл 300 матчей за астраханский «Волгарь».

## Биография
Воспитанник группы подготовки футболистов астраханского «Волгаря». В основном составе своего клуба дебютировал в 1978 году во второй лиге. Всего за «Волгарь» провёл с перерывом 11 сезонов, сыграв за это время 300 матчей и забив 15 голов в первенствах СССР во второй лиге. Входит в десятку лучших игроков клуба по числу проведённых матчей за всю историю.
Также выступал во второй лиге СССР за элистинский «Уралан» (1989) и за коллективы физкультуры Астраханской области.
После окончания карьеры принимал участие в матчах ветеранов «Волгаря».